# Kanton Gorron
Gorron is een kanton van het Franse departement Mayenne. Het kanton maakt deel uit van het arrondissement Mayenne.

## Gemeenten
Het kanton Gorron omvatte tot 2014 de volgende 11 gemeenten:
- Brecé
- Carelles
- Châtillon-sur-Colmont
- Colombiers-du-Plessis
- Gorron (hoofdplaats)
- Hercé
- Lesbois
- Levaré
- Saint-Aubin-Fosse-Louvain
- Saint-Mars-sur-Colmont
- Vieuvy

Bij de herindeling van de kantons door het decreet van 21 februari 2014, met uitwerking op 22 maart 2015, werden daar volgende 16 gemeenten aan toegevoegd:
- Ambrières-les-Vallées
- Chantrigné
- Couesmes-Vaucé
- Désertines
- La Dorée
- Fougerolles-du-Plessis
- Landivy
- Montaudin
- Oisseau
- Le Pas
- Pontmain
- Saint-Berthevin-la-Tannière
- Saint-Ellier-du-Maine
- Saint-Loup-du-Gast
- Saint-Mars-sur-la-Futaie
- Soucé